# Columbo
Columbo je americký televizní seriál s detektivní zápletkou. Hlavní roli Columba – poručíka LAPD, losangeleského policejního oddělení – hraje Peter Falk. Za roli poručíka Columba získal Peter Falk čtyřikrát cenu Emmy (v letech 1972, 1975, 1976 a 1990) a Zlatý glóbus (v roce 1973). Do roku 1978 se jednalo o jeden z nejpopulárnějších televizních seriálů vůbec. Kromě toho byl také jeden z nejdražších na výrobu. V českém znění dabují Columba Dalimil Klapka a Petr Haničinec. V Československé televizi byl v začátcích uváděn pod názvem Colombo (místo písmene U písmeno O).
Seriál přesně dodržuje časovou kontinuitu událostí – téměř každý díl začíná v místě, kde se stal zločin a pachatel je známý hned od začátku. Je natočen ve stylu obráceného detektivního příběhu (howcatchem). První film vznikl v roce 1968 (Vražda na předpis). Poslední epizoda byla odvysílána v roce 2003 (Columbo má rád noční život). Seriál se natáčel po dobu 35 let. Po dvou pilotních epizodách v letech 1968 a 1971 se premiérově vysílal na stanicích NBC (v letech 1971 až 1978) a ABC (od roku 1989 do roku 2003). Obletěl celkem 44 zemí. Na české obrazovky se dostal poprvé v letech 1975 až 1979 pod názvem Inspektor Colombo s náhodným 12dílným výběrem. V roce 1996 se na české obrazovky opět vrátil a tentokrát už byly postupně odvysílány všechny díly.

## Tvůrci a počátky
Postavu Columba vytvořilo spisovatelské duo Richard Levinson a William Link. Inspirací se stali soudce Porfirij Petrovič z Dostojevského románu Zločin a trest a duchovní amatérský detektiv Otec Brown od spisovatele Gilberta K. Chestertona. Jiné zdroje tvrdí, že Columbova postava je také ovlivněna inspektorem Fichetem z francouzského napínavého thrilleru Ďábelské ženy (fr. Les Diaboliques) z roku 1955.
Postava detektiva Columba se poprvé objevila v roce 1960 v mysteriózním seriálu The Chevy Mystery Show (Enough Rope). Prvním hercem, který se zhostil role Columba, byl Bert Freed. Návazně na to vznikla v roce 1962 divadelní hra Prescription: Murder („Vražda na předpis“), ve které poručíka Columba ztvárnil oscarový herec Thomas Mitchell. Stejně nazván byl i pilotní díl seriálu – Vražda na předpis (v originále Prescription: Murder).

## Princip seriálu

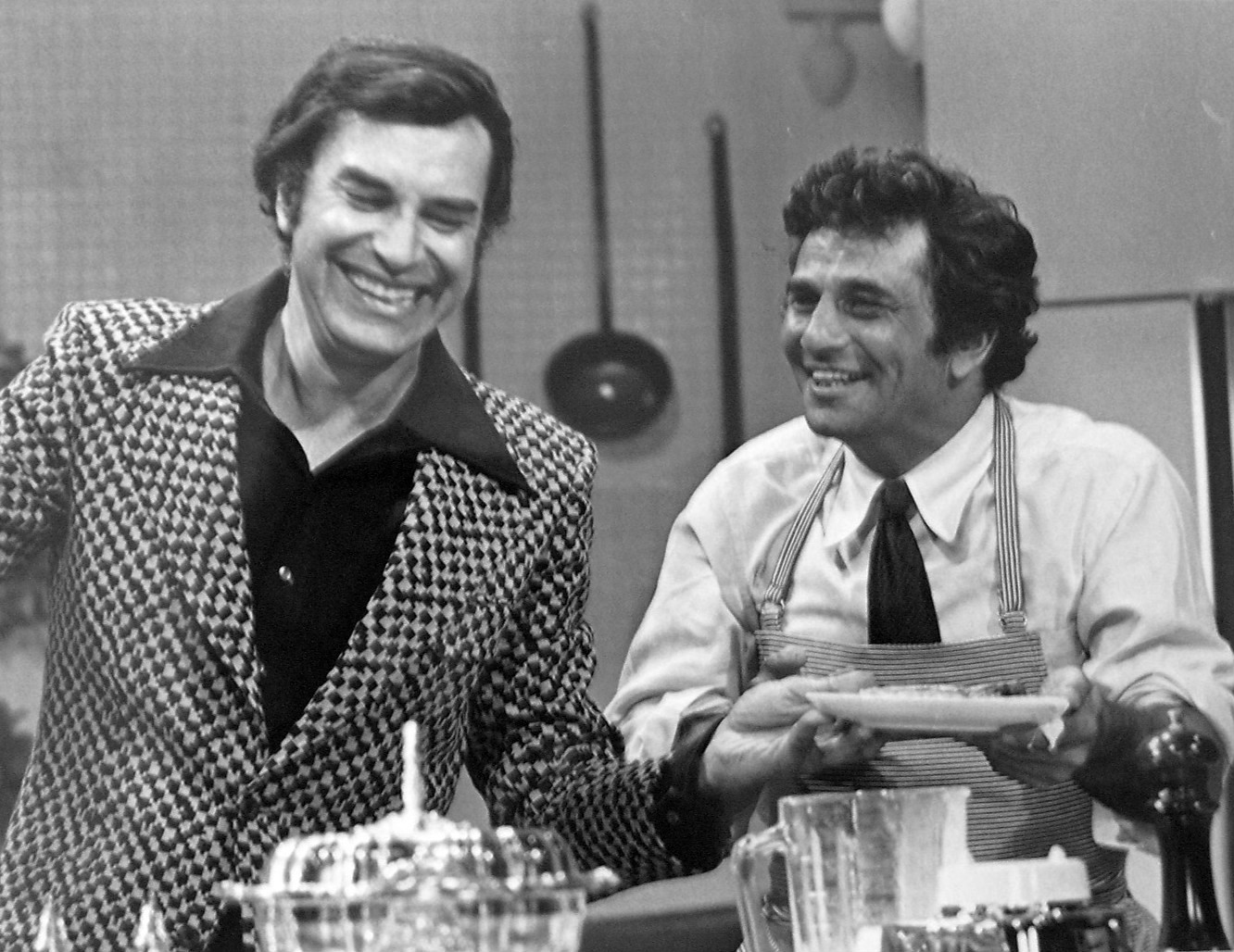
Snímek ze seriálu (Dvojitý šok), Martin Landau a Peter Falk. Pozn.: seriál černobílý není

Pro seriál je typické, že divák zná zločince/vraha téměř vždy od počátku dílu. Columbo se k výsledku dopracovává pomocí analýzy, pozorování a neobvyklých otázek. Zabývá se těmi nejmenšími detaily. Zkoumá místa činu obzvláště pečlivě a obvykle se setkává se zdánlivě nedůležitými nepřímými důkazy a nesrovnalostmi, kterým jeho kolegové nepřikládají žádný význam.
Zločinci jsou převážně úspěšné nebo slavné osobnosti z tzv. lepší společnosti, např. profesí lékař, právník, inženýr, podnikatel, spisovatel, dirigent, velkoobchodník s vínem, kritik umění, šachový velmistr, vojenský důstojník, muzikant/zpěvák, herec, fotograf, tanečnice nebo diplomat. Obvykle páchají důmyslné vraždy, předem důkladně promyšlené tak, že si při nich zajistí zdánlivě neprůstřelné alibi. Poručíkovi navíc kladou falešné stopy, aby odvrátili podezření od sebe samých. Spletitou manipulací se snaží detektiva přesvědčit, že se v inkriminovanou dobu nemohli nacházet na místě činu. Protože jsou si precizností svého zločinu velmi jistí, zpočátku jsou k poručíkovi přátelští a laskaví. Jednají s Columbem často až povýšeně. Jsou přesvědčeni o tom, že je nemůže ohrozit zdánlivě neohrabaný policista v pomačkaném baloňáku. Ochotně odpovídají na jeho všetečné otázky a často mu nabízejí i pomoc s případem (očekávají, že díky tomu budou ihned vyškrtnuti ze seznamu podezřelých). Občas jim to navrhne sám Columbo, se záměrem dostat se k vrahovi ještě blíž, aby ho „přesvědčil“ o tom, že případ nemůže uzavřít, neboť na něm pořád něco nesedí. Za touto „přátelskou“ spoluprací se skrývá jediné, snaha pachatele znejistit, aby ztratil pevnou půdu pod nohama a nakonec se sám dalšími chybami usvědčil. Je to Columbova oblíbená a osvědčená taktika; na pachatele neustále dotírá, znervózňuje ho a snaží se ho přesvědčit, že není příliš inteligentní ani schopný vyšetřovatel, pročež ho vrah obvykle fatálně podcení, udělá zásadní chybu a dá mu do ruky klíčový důkaz.

### Odlišné epizody
- S dýkou v mysli (1972) – poručík vyšetřuje vraždu v Londýně, poprvé mimo území Spojených států.
- Rozbouřené vody (1975) – Columbo se objeví hned na začátku dílu, ve kterém se dostane do kontaktu s budoucím vrahem ještě dřív, než dojde k vraždě. Díl se odehrává na výletní lodi cestou do Acapulca.
- Zapomenutá dáma (1975) – poručík zde nezatkne pachatele, když se dozví, že mu zbývá jen pár týdnů života.
- Smrt v aréně (1976) – vyšetřování se odehrává v Mexiku.
- Poslední pocta komodorovi (1976) – totožnost vraha se divák dozví až na konci epizody.
- Jak vytočit vraždu (1978) – vražda je spáchána bez přítomnosti pachatele pomocí psů.
- Planý poplach (1990) – vražda je zpočátku zfalšovaná kvůli popularitě pánského časopisu, o čemž poručík nemá tušení. V závěru epizody však dojde ke skutečnému zločinu.
- Odpočívejte v pokoji, paní Columbová (1990) – pachatelovi jde primárně o osobní pomstu poručíkovi. Díl obsahuje flashbacky.
- Není čas na umírání (1992) – Columbo zde nevyšetřuje vraždu, nýbrž únos, a pachatel nepochází z vyšší společnosti. Poručík se na scéně objevuje už na začátku dílu.
- Vrabec v hrsti (1992) – pachatel zde zabije nesprávnou oběť a později je sám zavražděn.
- Ve hře je všechno (1993) – v tomto díle Columbo propustí komplice výměnou za přiznání hlavního podezřelého, který v průběhu dílu poručíka svádí.
- Columbo v přestrojení (1994) – Columbo část dílu stráví v přestrojení; kromě vražd se zde hledá i ukrytý lup ze staré loupeže. Pachatel je odhalen až na konci dílu.
- Columbo má rád noční život (2003) – vrah nepochází z vyšší společnosti a soundtrack epizody tvoří moderní taneční hudba.

## Poručík Columbo
Poručík Columbo (výslovnost /kəˈlʌm.boʊ/, ustálená česká výslovnost [kolombo]) se narodil v New Yorku a zde i vyrůstal – v italské čtvrti vzdálené nedaleko od čínské čtvrti (Chinatown). Pochází z velké rodiny s italskými předky, má pět bratrů a jednu sestru. Umí plynule italsky, jak předvedl například v epizodě Smrt bere Jackpot (1991). Během korejské války bojoval v armádě a poté se přihlásil k newyorské policii. Později se odstěhoval do Los Angeles. Zde pracuje u místní policie v oddělení vražd. Columbo je ženatý (viz Paní Columbová). Nic se neví o jeho potomcích, ani to, zda vůbec nějaké má. V díle To je vražda, řeklo portské (1973) poručík večeří s pachatelem, načež se měla ukázat i paní Columbová. Na následný dotaz u stolu, proč tu není i jeho paní, odpoví, že nesehnali hlídání pro děti. Naproti tomu v díle Odpočívejte v pokoji, paní Columbová (1990) se při rozhovoru s pachatelem poručík zmíní, že žádné děti nemá.

### Typické znaky
K neodmyslitelným znakům poručíka Columba patří především velmi prosté ošacení a neuhlazená vizáž (pomačkaný baloňák, jednoduchá černá či tmavě modrá kravata, hnědé značně ochozené boty s podpatkem a taktéž rozcuchané vlasy). Ve všech epizodách, až na některé výjimky, vystupuje pořád stejně oblečený. Slavný béžový baloňák byl skutečným majetkem Petera Falka. Koupil jej asi dva roky před natáčením v New Yorku za 15 dolarů, když ho překvapil silný déšť. V původním baloňáku točil Falk údajně až do roku 1989. Umolousané růžovošedé sako a zbytek oblečení pochází taktéž z Falkova šatníku.

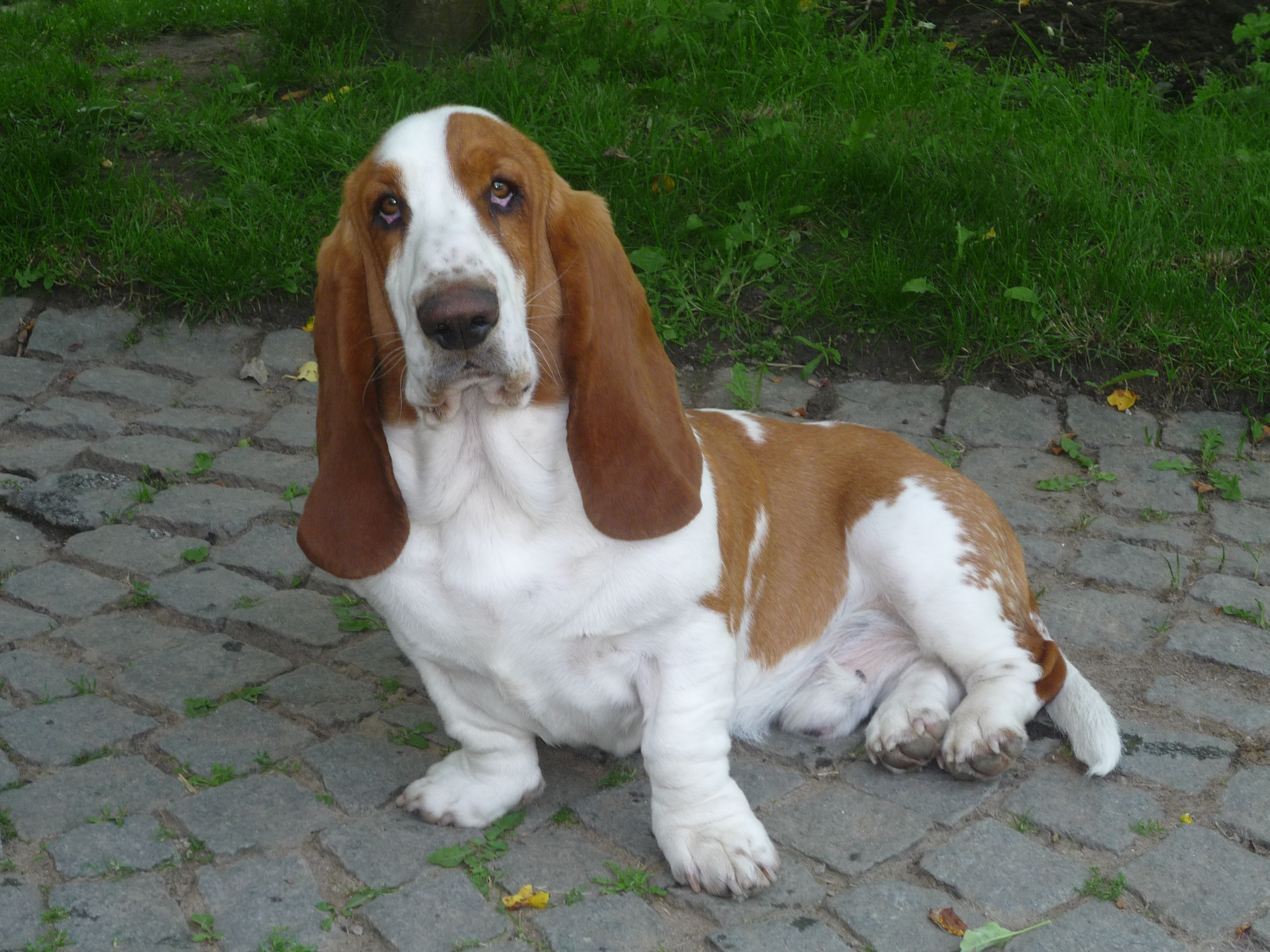
Baset, čtyřnohý mazlíček poručíka Columba. Od 10. dílu seriálu doprovází detektiva při výpravách během vyšetřování. Dostal nevšední jméno Pes.

K typické činnosti poručíka patří neustálé kouření či jen držení doutníku (často ho drží v ruce či v ústech nezapálený – vyhaslý). Columbo kouří různé levnější značky doutníků, ale často se též dostane ke kvalitním kubánským, které mu věnují samotní zločinci. Ve skutečnosti Peter Falk kouřil spíše cigarety. Při natáčení Falk doutník často sháněl na poslední chvíli u někoho od štábu (proto poručíka vidíme kouřit více druhů doutníků).
Dále ho běžně „doprovází“ často zlobící postarší automobil – šedý Peugeot 403 kabriolet se státní poznávací značkou 044-APD (během vysílání na stanici NBC) nebo 448-DBZ (od vysílání na stanici ABC). Poručíkův vůz je v dost žalostném stavu – znatelně otřískaný, poškrábaný lak, věčně něco vrže nebo skřípe (dveře, brzdy). V jednom díle si poručík při jízdě neúspěšně nasazuje rozbité zpětně zrcátko na předním skle. Myté jako by auto nikdy nebylo. Nejen, že se o své auto kdovíjak nestará, přestože ho má velmi rád, Columbo není ani ukázkový řidič. O tom svědčí dvě epizody Smrt v aréně a Předveď dokonalou vraždu, ve kterých se svým vozem nabourá.
Místy mu při svých cestách během vyšetřování dělá společnost líný pes (baset) jménem Pes, poprvé se objevil v 10. díle (Etuda v černém). Ten obvykle v jeho „vraku“ neochotně zůstává, což dává najevo hlasitým štěkotem, zatímco poručík svého čtyřnohého přítele uklidňuje, že se hned vrátí. Občas poručík zahrozí, že psa odveze do útulku. Roztomilý baset ho však vždy okamžitě uhrane, načež poručík sáhne do hluboké postranní kapsy baloňáku, odkud vytáhne chutný pamlsek.
Je rovněž známý tím, že se neustálé drbe na čele nebo ve vlasech, otáčí se při odchodu s „ještě jednou otázkou“, půjčuje si tužku či shání zápalky. Columbo s sebou také zásadně nenosí zbraň, nemá je rád. V epizodě Není čas na umírání a na nátlak svého nadřízeného ji u sebe výjimečně má.

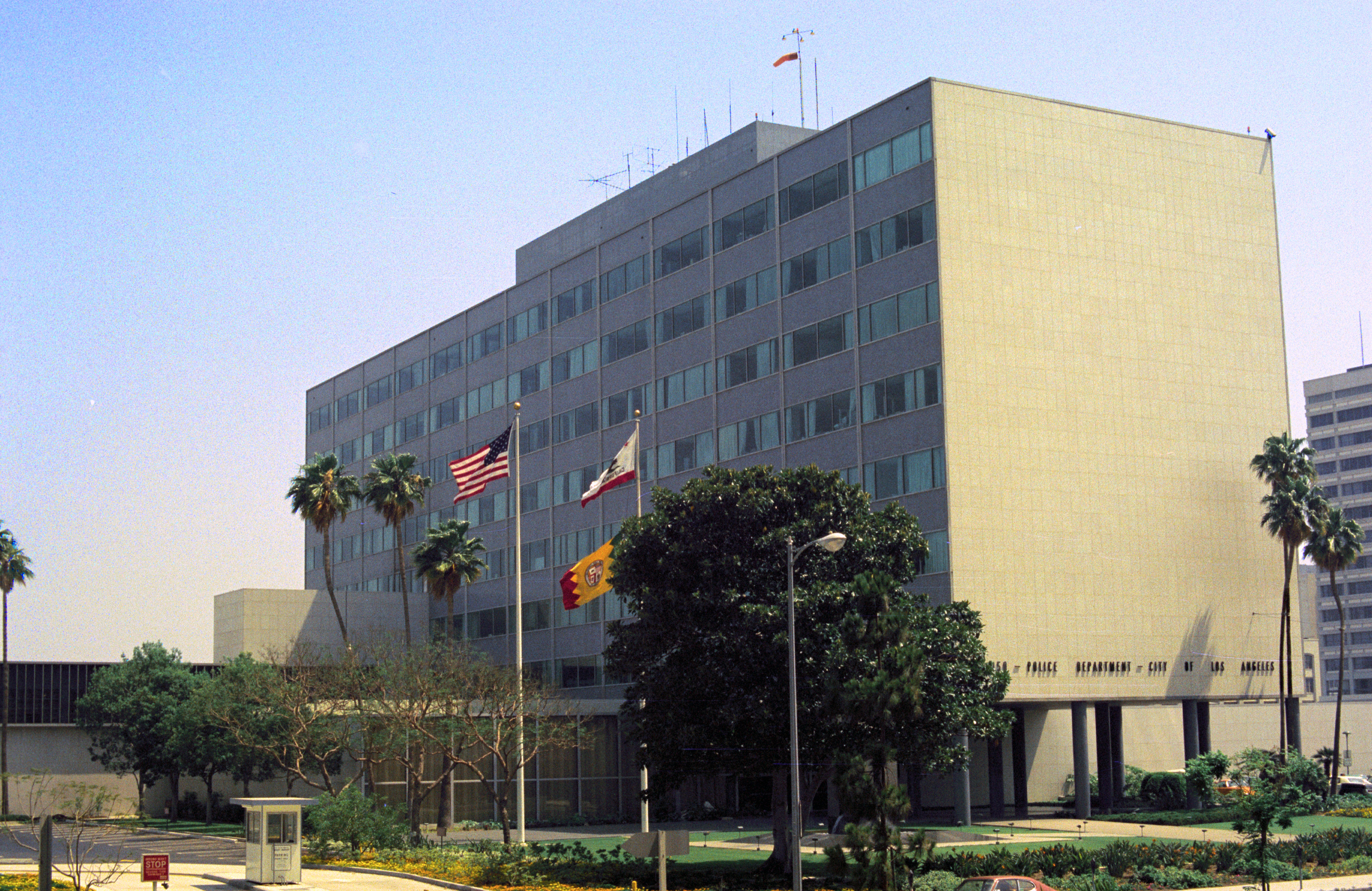
Poručík Columbo pracuje u losangeleské policie v oddělení vražd. Na snímku z roku 1976 je původní ústředí LAPD v Parker Center sloužící v letech 1954 až 2009, které se občas mihne v záběru (např. v epizodě V nouzi poznáš přítele)

Poručík má strach z výšek a stejně tak z létaní. Dobře se necítí ani na lodích, na nichž mívá mořskou nemoc. Možná proto v díle Rozbouřené vody nazývá obrovskou výletní loď „člunem“, což se vůbec nezamlouvá hrdému kapitánovi a zbytku posádky. Columbo je alergik, puntičkář a bývá hodně zapomnětlivý (především nemá paměť na čísla). Proto si vše raději zapisuje do bločku, který ale věčně hledá po kapsách, neboť nikdy neví, kam si ho naposledy založil (někdy ho zapomene úplně). Podobně na tom byl i herec Peter Falk, který často ztrácel kupříkladu klíče od auta, proto ho po natáčení odvezl domů většinou někdo ze štábu. V epizodách poručík o sobě dále prozradil, že má rád kulečník, vaření, slovní hříčky, kuželky, westerny, italskou operu, Straussovy valčíky a jeho oblíbeným jídlem je chilli s krekry (maso se zeleninou a pálivou paprikou).

#### Spolupráce se Stevenem Spielbergem
Část nezaměnitelných vlastností poručíka Columba byla výsledkem spolupráce Petera Falka se Stevenem Spielbergem, která se zasloužila o úspěšný start seriálu.

#### Kariéra
Poručík Columbo vyřešil v seriálu 69 zločinů, přesto nebyl nikdy povýšen. Ocitl se u celkem 92 vražd (což odpovídá 1,33 vraždám na epizodu). Nejvíce obětí bylo zastřeleno, stalo se tak u celkem 38 případů.

#### Záhada okolo křestního jména
Křestní jméno poručíka Columba je neznámé. Údajně Frank, podle jednoho nejasného záběru na služební průkaz. V 21. dílu, zvaném Dvojexpozice, v čase 1 h. 5. min. 28 s., volá technik na Columba jménem Tede. Což odpovídá jménu Theodor. V originálu však technik na Columba volá zkratkou „tend“ (poručík) a chybou překladatele bylo toto slovo přeloženo jako Tedd. Podle tvůrců seriálu se detektiv s italskými předky jmenuje Philip – tak byl pojmenován v reklamní kampani automobilky Peugeot. V českém dabingu v díle Není čas na umírání padne jméno Fred, když se o poručíkovi zmíní jeho synovec při konverzaci.

#### Paní Columbová, spin-off seriál
Stejnou záhadou je i poručíkova žena, o níž Columbo velmi často mluví, přestože se v seriálu nikdy neobjevila. Nicméně si vysloužila vlastní seriál Mrs. Columbo, kde ji ztvárnila Kate Mulgrew (známá jako kapitánka lodi USS Voyager ze stejnojmenného seriálu). Tento spin-off seriál se začal natáčet v roce 1979, tedy rok po nejúspěšnější Columbově sérii. Nezískal si však mnoho příznivců a dočkal se tak pouze jedné řady a 13 epizod (1979–1980). I přes tuto skutečnost byla herečka Kate Mulgrew v roce 1980 nominována na Zlatý glóbus (nejlepší herečka v seriálu – drama).

#### Skleněné oko

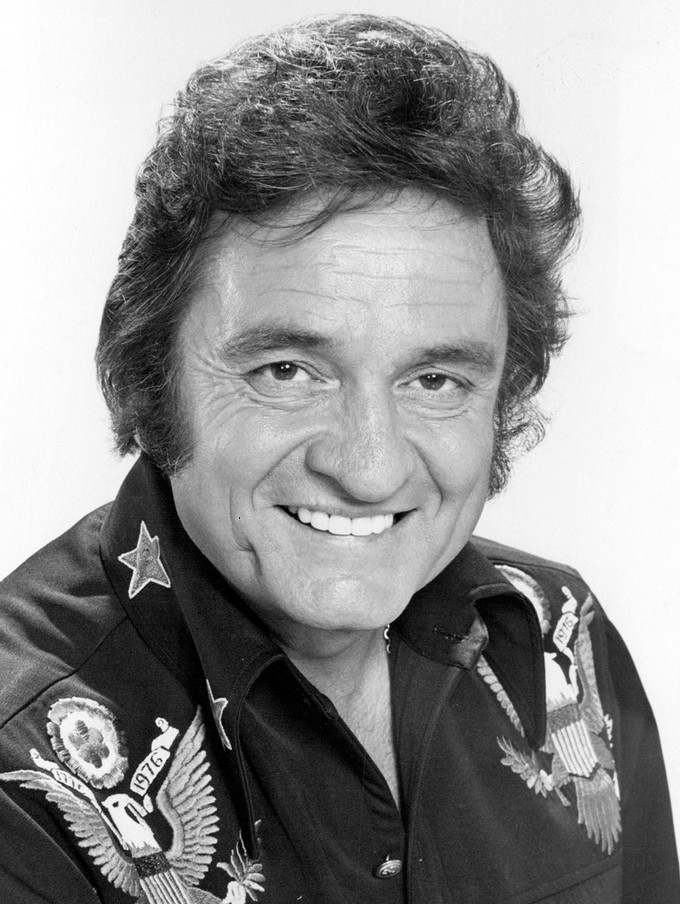
Americký populární zpěvák Johnny Cash jako vrah Tommy Brown v epizodě Labutí píseň

Pozorný divák si jistě všimne, že Columbo nehýbe pravým okem a má ho vždy mírně přivřené. Jeho charakteristický „nepřítomný“ pohled není zapříčiněn pouze umem herce, Peter Falk totiž pravé oko zcela postrádal. Přišel o něj ve svých třech letech, kdy mu byl odoperován zhoubný nádor. Od té doby měl umělé – skleněné.

## Hostující hvězdy

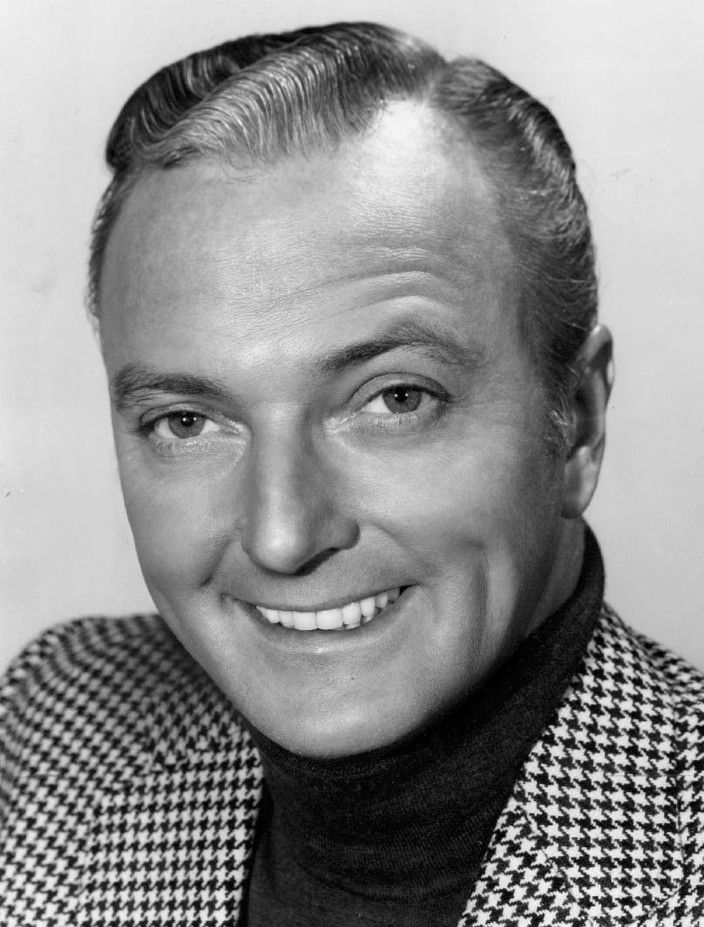
Jack Cassidy si zahrál hned v několika dílech; Vražda podle knihy, Vydat nebo zemřít a Kouzelné alibi

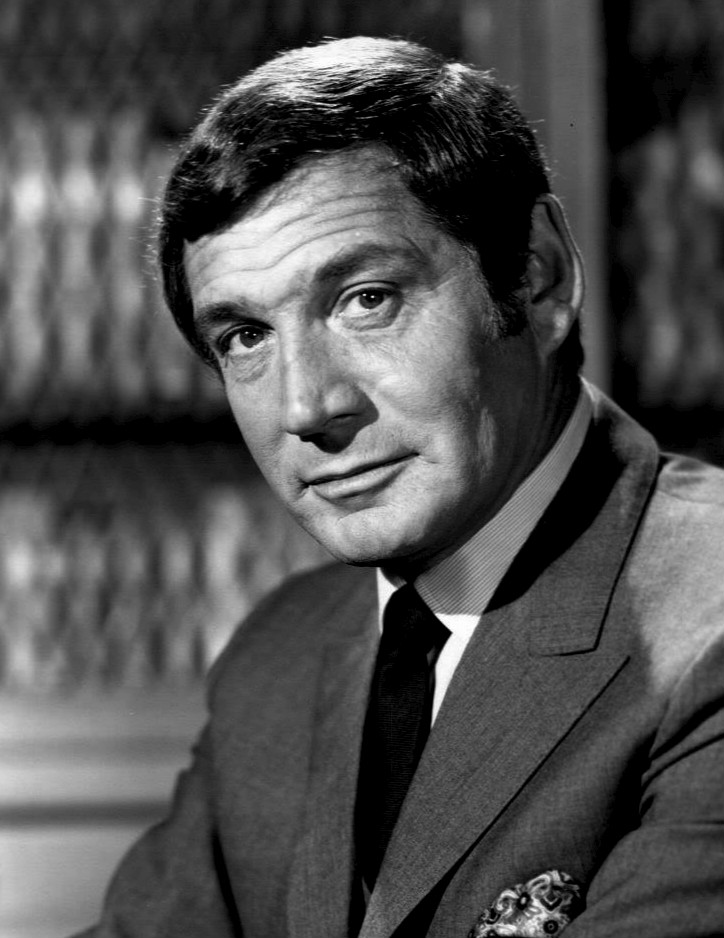
Gene Barry si zahrál prvního zločince, vraha své ženy, v pilotním díle Vražda na předpis z roku 1968

Seznam hostujících hvězd (především zločinců), které Peter Falk (Columbo) vyšetřuje, nebo hrají vedlejší role. Řada herců si zahrála hned v několika epizodách. Shera Daneseová, druhá manželka Petera Falka, účinkovala v celkem šesti epizodách (Posvítit si na vraždu, Smrt ve sklence vína, Vražda jako autoportrét, Columbo a vražda rockové hvězdy, Columbo v přestrojení a Vražedné stopy). Šesti rolí se dočkal i Vito Scotti (Kandidát zločinu, To je vražda, řeklo portské, Labutí píseň, Obrácený negativ, Krize identity a Vražda jako autoportrét).  
- Patrick McGoohan: plukovník Rumford (Za úsvitu), Nelson Brenner (Krize identity), Oscar Finch (Na programu vražda) a Eric Princ (Popel popelu)
- Jack Cassidy: Ken Franklin (Vražda podle knihy), Riley Greenleaf (Vydat nebo zemřít) a Velký Santini (Kouzelné alibi)
- Robert Culp: Carl Brimmer (Smrt nabízí pomocnou ruku), Paul Hanlon (Rozhodující zápas) a Dr. Bart Keppel (Dvojexpozice)
- George Hamilton: Dr. Marc Collier (Vrah zavolá v deset), Wade Anders (Vražda škodí zdraví)
- Robert Vaughn: Hayden Danziger (Rozbouřené vody), Charles Clay (Poslední pocta komodorovi)
- William Shatner: Ward Fowler (Posvítit si na vraždu), Fielding Chase (Motýl v šedých stínech)
- Eddie Albert: generálmajor Martin Hollister (Semínko pochyb)
- Gene Barry: Dr. Ray Fleming (Vražda na předpis)
- Anne Baxterová: Nora Chandlerová (Rekviem pro padající hvězdu)
- Johnny Cash: Tommy Brown (Labutí píseň)
- John Cassavetes: Alex Benedict (Etuda v černém)
- Dabney Coleman: Hugh Creighton (Columbo a vražda rockové hvězdy)
- Billy Connolly: Findlay Crawford (Vražda s příliš mnoha notami)
- Jackie Cooper: Nelson Hayward (Kandidát zločinu)
- Faye Dunawayová: Lauren Statonová (Ve hře je všechno)
- Jose Ferrer: Dr. Marshall Cahill (Dobrá pověst nadevše)
- Ruth Gordonová: Abigail Mitchellová (Zkus mě chytit)
- Lee Grantová: Leslie Williamsová (Výkupné za mrtvého)
- Laurence Harvey: Emmett Clayton (Nebezpečná hra)
- Walter Koenig: seržant Johnson (Posvítit si na vraždu)
- Louis Jourdan: Paul Gerard (Smrt ve sklence vína)
- Rip Torn: Leon Lamarr (Smrt bere jackpot)
- Martin Landau: Dexter/Norman Paris (Dvojitý šok)
- Janet Leighová: Grace Wheelerová (Zapomenutá dáma)
- Ross Martin: Dale Kingston (Prázdný rám)
- Roddy McDowell: Roger Stanford (Past)
- Vera Milesová: Viveca Scottová (Sladká, leč smrtící)
- Ray Milland: Jarvis Goodland (Džungle ve skleníku)
- Leonard Nimoy: Dr. Barry Mayfield (Zločinný steh)
- Donald Pleasence: Adrian Carsini (To je vražda, řeklo portské)
- Matthew Rhys: Justin Price (Columbo má rád noční život)
- Dick Van Dyke: Paul Galesko (Obrácený negativ)
- Oskar Werner: Harold van Wick (Vražda na videu)
- Richard Kiley: Mark Halperin (V nouzi poznáš přítele)
- Robert Conrad: Milo Janus (Osudné cvičení)
- Greg Evigan: Harold McCain (Vrabec v hrsti)

## Seznam epizod
Bylo natočeno celkem 69 dílů v 10 řadách seriálu.

## Citace ve filmu
Ve filmech Jak vytrhnout velrybě stoličku a Jak dostat tatínka do polepšovny několikrát malý Vašek na otázku: „Jak to víš?“ odpoví: „Jsem detektiv Colombo!“.

## Nominace a ocenění
Během let 1971 až 2005 si seriál vysloužil mnoho nominací a získal řadu ocenění; včetně 13 cen Emmy (celkem 39 nominací), dvou Zlatých glóbů (celkem 15 nominací), dvou Edgarových cen (celkem 4 nominace) a nominace na cenu TV Land Award v roce 2005 pro Petera Falka.

## Hodnocení (rank)
Hodnocení k datu 6. 7. 2023:
- csfd: 77 % (23 266 hlasů)[20]
- fdb: 79,8 % (249 hlasů)[21]
- serailzone: 70 % (925 hlasů)[22]
- imdb: 8,3/10 (38 739 hlasů)[23]
- rottentomatoes: 79 % (na základě hodnocení jednotlivých sezón)[24]

## Galerie

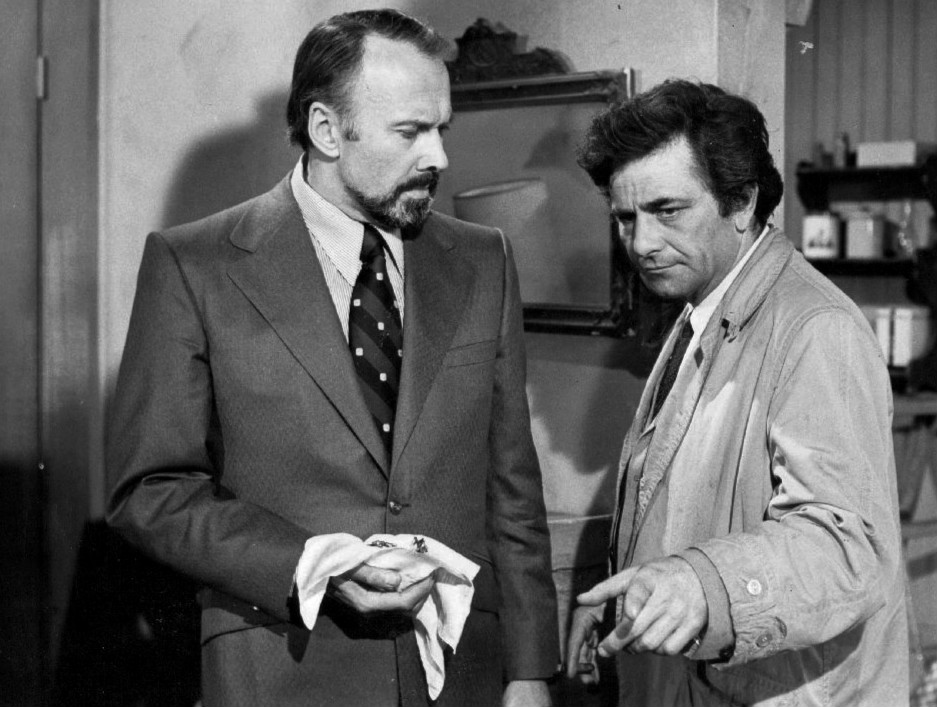
Snímek ze seriálu (V nouzi poznáš přítele), Richard Kiley a Peter Falk
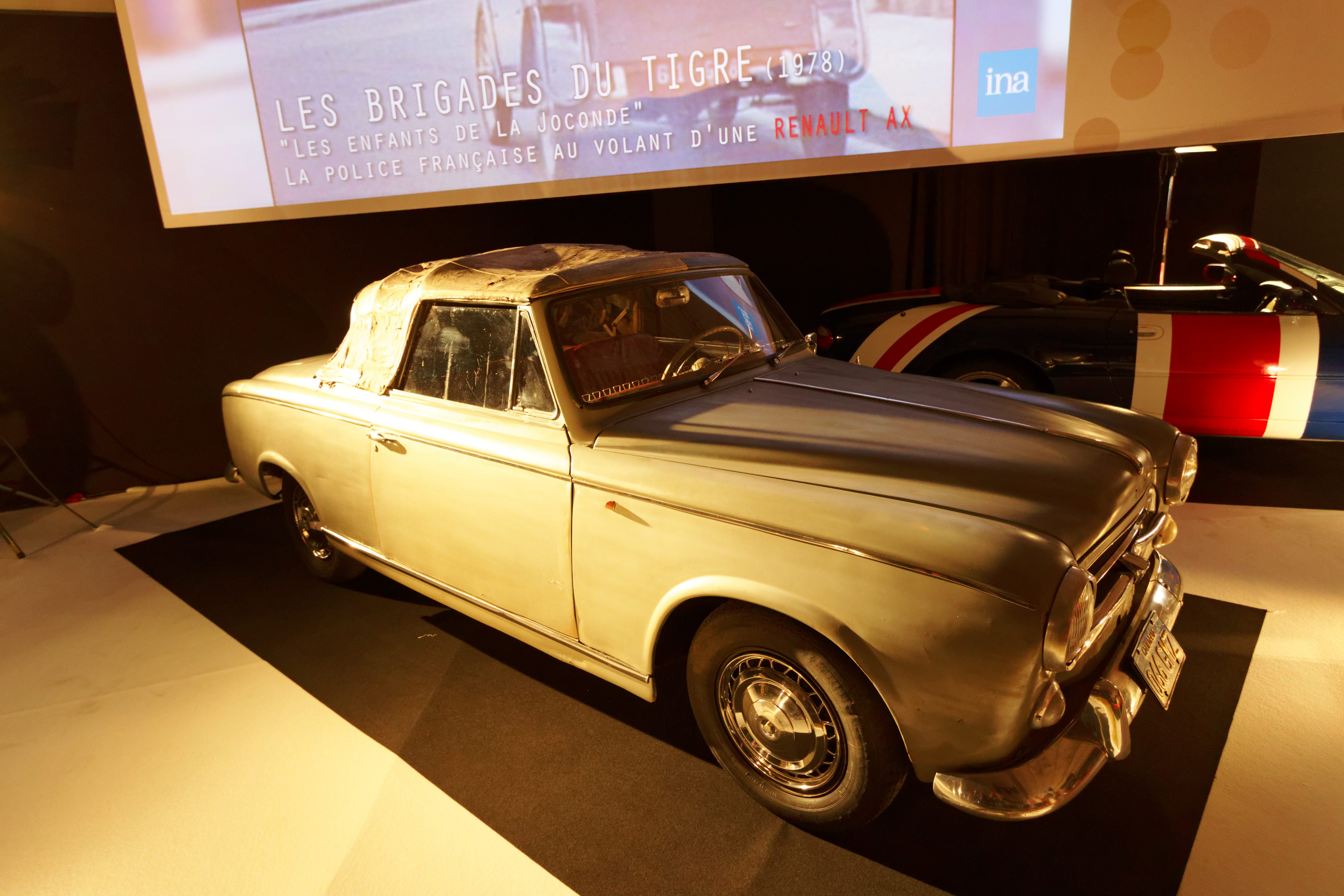
Vůz poručíka Columba (Peugeot 403 kabriolet)
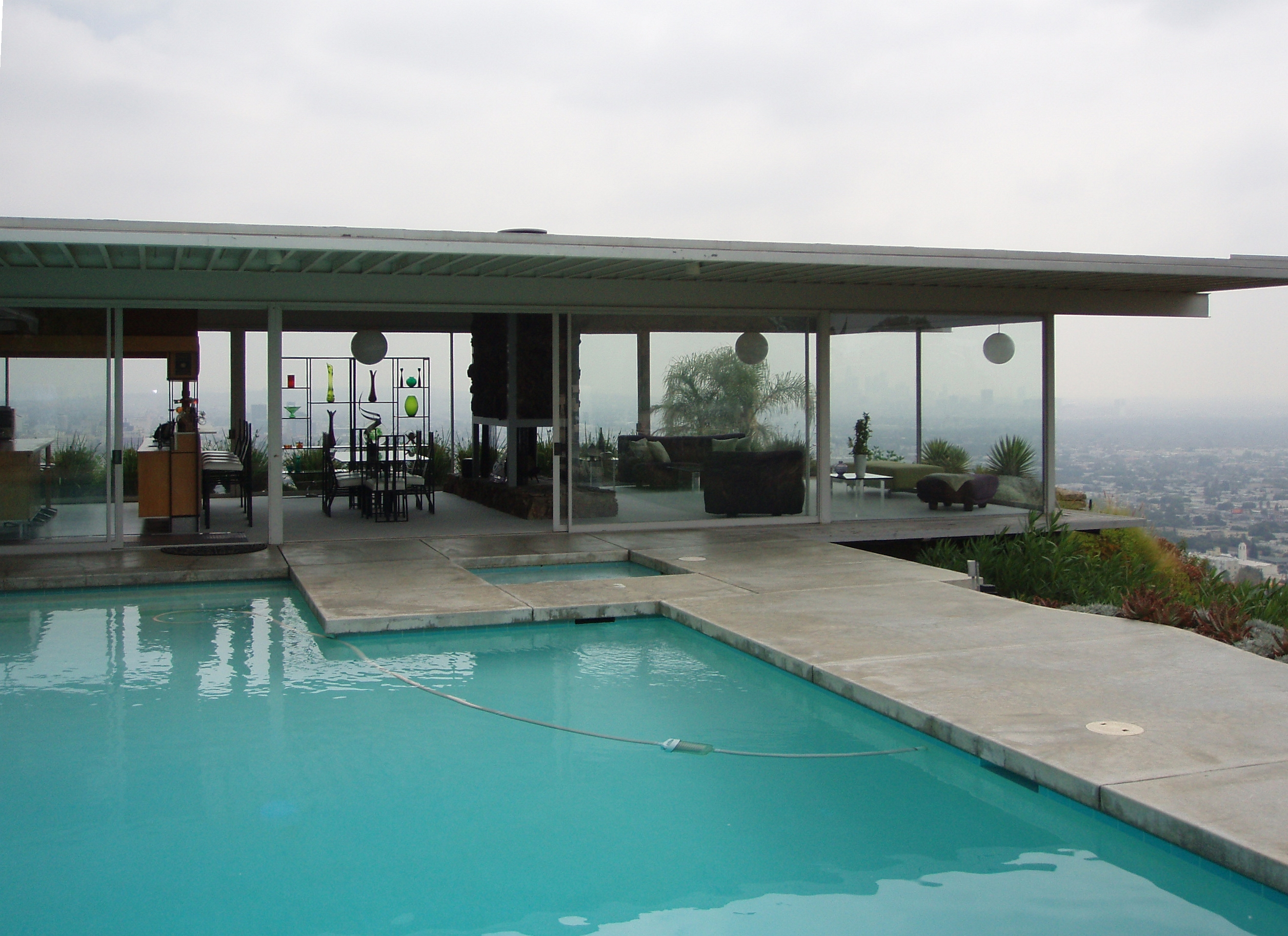
Dům v hollywoodském Los Angeles v Kalifornii, ve kterém se natáčel pilotní díl seriálu (Vražda na předpis)
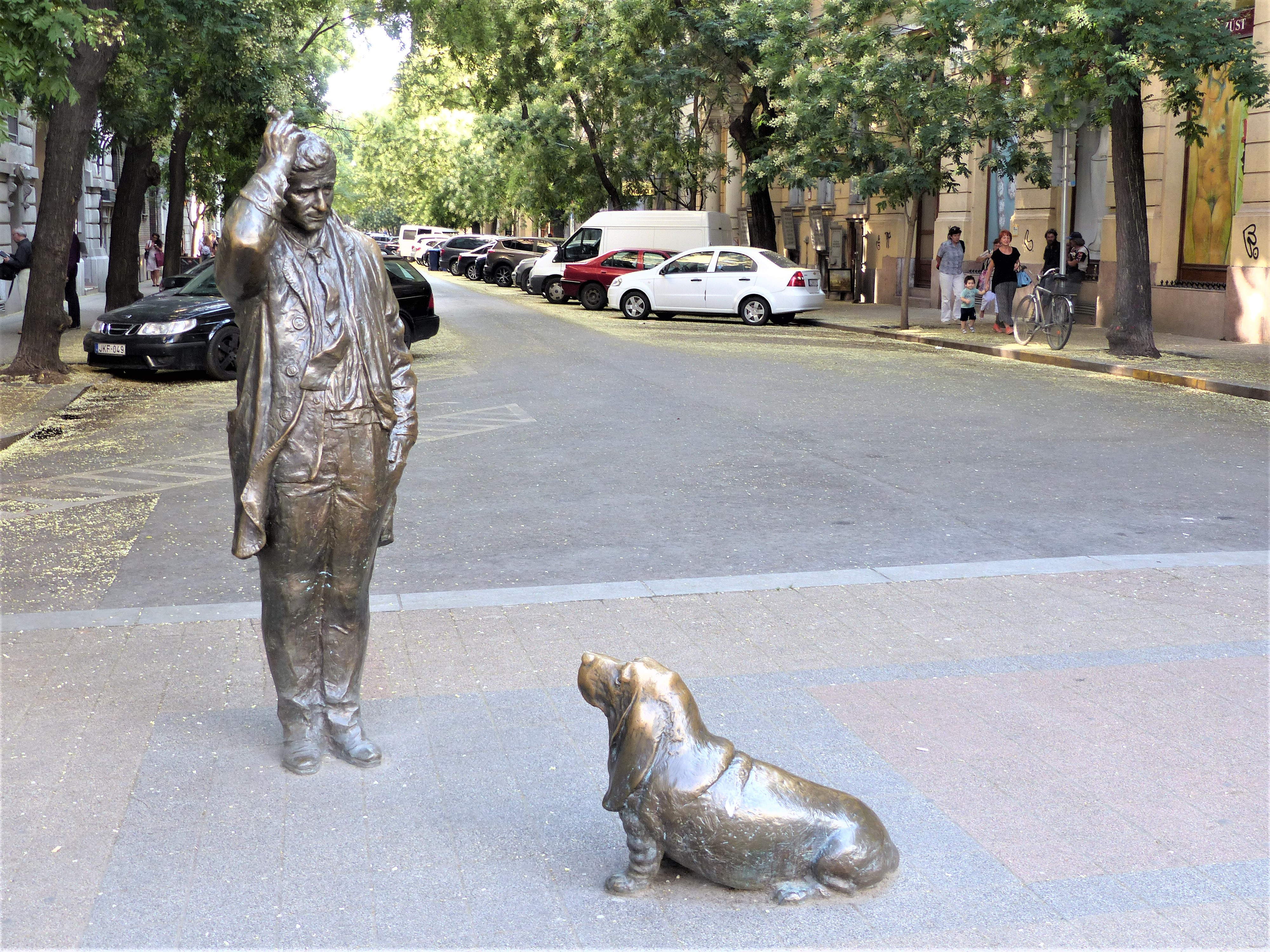
Socha poručíka Columba s jeho psem (Budapešť, Maďarsko)
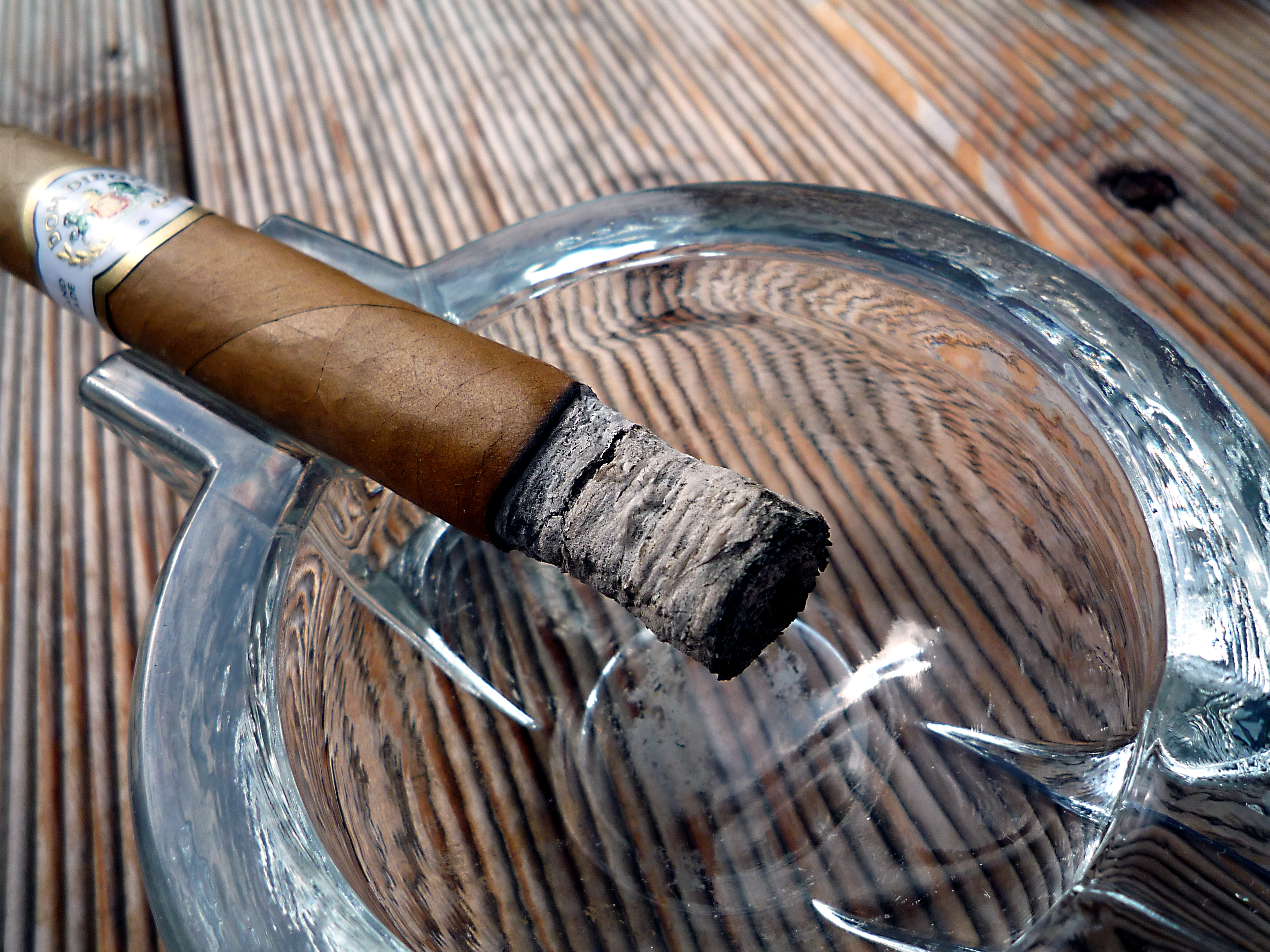
Poručík Columbo je vášnivým kuřákem doutníků, zatímco herec Peter Falk měl v oblibě spíše obyčejné cigarety